# 劉太平
劉太平（1945年11月18日—），数学家，中央研究院院士。

## 生平
1968年國立臺灣大學數學系畢業，1973年美國密西根大學數學所博士。
曾任美國史丹福大學數學系教授、中央研究院數學研究所所長，現任中央研究院數學研究所特聘研究員，專長包含非線性偏微分方程、震波理論及動力學方程。

## 榮譽
- Galileo Galilei Medal , City if Padova, 2012
- Cataldo e Angiola Agostinelli International Prize, 2009
- TWAS membership, 2006
- Member, Academia Sinica, Nankang, Rep. of China, 1992
- Guggenheim Fellowship, 1982-83
- Sloan Fellowship, 1979-81
- NSF Grant, 1976-Present
- Adjunct professor, Zhejiang University, Hangzhou,
- Honorary professor, Chinese Academy of Sciences, Beijing,
- Honorary professor, City University of Hong Kong, [1]

## 外部連結
- 中央研究院數學研究所介紹劉太平
- 劉太平院士基本資料

1. ↑  . 中央研究院數學研究所.   [2021-01-15]. （原始内容存档于2021-01-21） （中文（繁體））.